# Gerhard Grüß
Gerhard Christian Grüß (* 16. März 1902 in Berlin; † 20. Mai 1950 in Freiberg) war ein deutscher Mathematiker und Professor an der Bergakademie Freiberg.

## Leben
Grüß legte 1920 das Abitur ab und studierte Bauingenieurwesen an der Technischen Hochschule Berlin. Nach zwei Jahren wechselte er zur Mathematik; die Diplom-Hauptprüfung in diesem Fach legte er 1925 ab.
Nach einem Studienaufenthalt an der Universität Göttingen im Wintersemester 1925/26 und einer Tätigkeit bei der Deutschen Versuchsanstalt für Luftfahrt in Berlin-Adlershof wurde Gerhard Grüß am 1. Mai 1926 wissenschaftlicher Assistent Rudolf Rothes am Institut für Angewandte Mathematik der TH Berlin. 1927 promovierte er zum Dr.-Ing. mit der Schrift Über Gewebe auf Flächen in dreidimensionalen allgemeinen metrischen Räumen, und 1929 habilitierte er sich. 1934 bis 1935 wirkte er an der Technischen Hochschule Stuttgart. Im November 1935 wechselte er zur Bergakademie Freiberg. 1936 wurde er dort Ordentlicher Professur für Mathematik und Darstellende Geometrie sowie Direktor des Mathematischen Institutes. 1939, nach dem Tod Franz Köglers, übernahm Grüß auch dessen Lehrstuhl für Technische Mechanik.
Gerhard Grüß war aus religiös-moralischen Gründen kein Mitglied der NSDAP. 1944 kritisierte er einen Aufmarsch von 600 politischen Leitern zum „Gelöbnis auf den Führer“. Nach einem Untersuchungsverfahren „wegen NS-parteifeindlicher und judenfreundlicher Haltung“ erhielt er Vorlesungsverbot und wurde zum Wehrdienst eingezogen. 1945 wurde er rehabilitiert und durfte seine Ämter als Professor und Institutsleiter wieder aufnehmen. Vom Oktober 1946 bis Dezember 1947 wirkte er als Rektor der Bergakademie.
1945 trat Grüß in die CDU ein, er wurde Vorsitzender des Kreisverbandes und der Fraktion im Stadtrat. 1949 trat er aus seiner Partei aus, da sich seine Hoffnung auf eine demokratische Entwicklung in Ostdeutschland nicht erfüllte.
Gerhard Grüß starb nach schwerer Krankheit am 20. Mai 1950 in Freiberg.

## Publikationen
- Über Gewebe auf Flächen in dreidimensionalen allgemeinen metrischen Räumen, 1927 (= Dissertation)
- Variationsrechnung, 1938
- Differential- und Integralrechnung, 1949